# Jubelfestkantaten
"Jubelfestkantaten", formellt "Kantat vid jubelfest-promotionen i Uppsala den 6 september 1877", först utgiven blott under namnet "Kantat", är en dikt av Viktor Rydberg som skrevs till Uppsala universitets 400-årsjubileum. Texten skrevs till ett körverk av Jacob Axel Josephson. 
Dikten har framhållits som höjdpunkten i Rydbergs diktning, och var under flera år nyårsdikt i Sveriges Television och Sveriges Radio, i stället för "Nyårsklockan", ofta uppläst av Max von Sydow. 

## Tillkomst
Dikten skrevs till inför jubelfestpromotionen i Uppsala 6 september 1877, då Uppsala universitet firade sitt 400-årsjubileum. Texten skrevs till ett körverk av Jacob Axel Josephson. Den uruppfördes även vid promotionen, och vid samma promotion utsågs Rydberg även till hedersdoktor. Dikten trycktes i Dikter. Första samlingen 1899.
Rydberg skrev kantaten under en natts oavbrutet arbete.

## Diktens innehåll
I dikten skildras mänsklighetens ökenvandring mot okänt mål, och framstegstron brottas med pessimismen. Det beständiga kan man enbart nå genom att blicka mot de eviga tidernas rike. Enligt Svante Nordin utgör dikten höjdpunkten av 1800-talets akademiska idealism, trots att denna epok redan gick mot sitt slut. Han lyfter i synnerhet fram följande rader ur recitativet som exempel på detta:
Vad rätt du tänkt, vad du i kärlek vill, 
vad skönt du drömt, kan ej av tiden härjas, 
det är en skörd, som undan honom bärgas, 
ty den hör evighetens rike till.

Inom press och akademi har man huvudsakligen diskuterat de idéer som framförs i kantaten, och i synnerhet om man ska förstå dikten som en platonsk dikt, i Tegnér-stil, eller om man snarare ska förstå den som en radikalliberal eller till och med socialistisk tendensdikt i linje med den fria akademi som bland annat Göteborgs Handels- och Sjöfartstidning förestod. Lars Lönnroth menar att båda läsarterna är möjliga, men vill hellre lyfta fram diktens dramatiska och musikaliska struktur, och menar att det är däri som diktens stora värde ligger.
Diktens grundläggande motiv är Israels barns som under profetens ledning vandrar mot det förlovade landet, och i överförd betydelse mänsklighetens vandring genom mörkret mot okänd framtid. Israels barn utgörs i dikten av kören, medan tenorsolisten spelar Mose, eller i överförd betydelse akademisk lärdom och idealism. De olika stämmorna i dikten för fram olika ståndpunkter, vilket bidrar till diktens handling. De mörkare, mer pessimistiska och materialistiska tankegångarna framförs av kören, medan profeten framför de ljusare och mer idealistiska genmälena. Ju mer kunskap kören får, och ju fler hinder den övervinner under sin vandring genom öknen, desto mer segerviss blir den dock, och därmed ändras även tongångarna. När man mot diktens slut har inhämtat visdomen från alla de fyra fakulteterna – teologin, juridiken, medicinen och filosofin – tycker man sig skåda Kanaans land, och efter det övergår klagokören i stället i jubelsång:
Vandre visa sköna släkten mot det mål oss Herren satt!  
Men hur finna rätta vägen genom hägringar och natt? 
Se, en eldstod visar stråten, när han är av mörker skymd; 
det är tankens ljus, som lyser folket genom nattlig rymd. 
Se, i dagens kvalm framför oss drar en stod av skyar; men 
skyn är vävd av idealer, Herrens ande är i den. 
Siarn står på diktens Nebo, jublande från bergets kam: 

Salem, Salem ses i fjärran! Fram till fadershemmet, fram!
Om det är idévärlden eller en utopisk förvandling av den jordiska verkligheten som man ser i fjärran klargörs dock inte.

## Mottagande och eftermäle
Redan när dikten framfördes vid jubelfestpromotionen fick den ett varmt mottagande, såväl inom den liberala som den konservativa pressen. Dåvarande ärkebiskopen Anton Niklas Sundberg ska ha utropat "Det var som fa-en!" vid uruppförandet. Dikten har bland annat översatts till engelska (av Emily Nonnen), polska (av Wawrzyniec Engeström), latin (av Alfred Fahlcrantz) och isländska (av Matthías Jochumsson).
Karl Warburg menade att det var höjdpunkten i Rydbergs diktning. Litteraturvetaren Andreas Hedberg menar att recitativet i kantaten är ett av få av Rydbergs verk, jämte Singoalla, "Den nya Grottesången", "Tomten" och "Gläns över sjö och strand", som kvarstår i 2000-talets allmänna medvetande. Han åsyftar i synnerhet samma rader som Nordin framhåller ovan, och som ofta används i dödsannonser och som även huggits in med guldbokstäver på Rydbergs gravmonument.
1960-1962 och 1964-1965 ästes de inledande raderna ur Jubelfestkantaten som nyårsdikt i Sveriges Television, oftast av Max von Sydow. 1959 lästes den även i radio, av Gunnar Sjöberg. Dessförinnan hade Anders de Wahl under många år läst Alfred Tennysons "Nyårsklockan", men dikten var så förknippad med de Wahl att det efter hans bortgång 1955 skulle dröja tills 1977 innan den åter började användas som nyårsdikt på Skansen.
Anna Rydstedt parafraserade Rydbergs recitativ till "Vad rätt jag gjort / blev även fel".